# E3 Harelbeke 2015
La E3 Harelbeke 2015, cinquantottesima edizione della corsa, valida come prova del calendario UCI World Tour 2015, si svolse il 27 marzo 2015 su un percorso di 215,3 km. Fu vinta dal britannico Geraint Thomas, giunto al traguardo in 5h15'00" alla media di 41,00 km/h.
Furono 126 i ciclisti che portarono a termine il percorso.

## Squadre partecipanti
| N.      | Cod. | Squadra                |
| ------- | ---- | ---------------------- |
| 1-8     | TCS  | Tinkoff-Saxo           |
| 11-18   | EQS  | Etixx-Quick Step       |
| 21-28   | LTS  | Lotto-Soudal           |
| 31-38   | TFR  | Trek Factory Racing    |
| 41-48   | AST  | Astana Pro Team        |
| 51-58   | BMC  | BMC Racing Team        |
| 61-68   | FDJ  | FDJ                    |
| 71-78   | IAM  | IAM Cycling            |
| 81-88   | LAM  | Lampre-Merida          |
| 91-98   | MOV  | Movistar Team          |
| 101-108 | OGE  | Orica-GreenEDGE        |
| 111-118 | TCG  | Team Cannondale-Garmin |

| N.      | Cod. | Squadra                      |
| ------- | ---- | ---------------------------- |
| 121-128 | TGA  | Team Giant-Alpecin           |
| 131-138 | KAT  | Team Katusha                 |
| 141-148 | TLJ  | Team Lotto NL-Jumbo          |
| 151-158 | SKY  | Team Sky                     |
| 161-168 | ALM  | AG2R La Mondiale             |
| 171-178 | TSV  | Topsport Vlaanderen-Baloise  |
| 181-188 | WGG  | Wanty-Groupe Gobert          |
| 191-198 | AND  | Androni Giocattoli-Venezuela |
| 201-208 | MTN  | MTN-Qhubeka                  |
| 211-218 | STH  | Souheast                     |
| 221-228 | EUC  | Team Europcar                |
| 231-238 | ROO  | Roompot Oranje Peloton       |

## Ordine d'arrivo (Top 10)
| Pos. | Corridore          | Squadra      | Tempo    |
| ---- | ------------------ | ------------ | -------- |
| 1    | Geraint Thomas     | Team Sky     | 5h15'00" |
| 2    | Zdeněk Štybar      | Etixx        | a 25"    |
| 3    | Matteo Trentin     | Etixx        | a 38"    |
| 4    | Alexander Kristoff | Katusha      | s.t.     |
| 5    | Sep Vanmarcke      | Lotto NL     | s.t.     |
| 6    | Matti Breschel     | Tinkoff-Saxo | s.t.     |
| 7    | Jürgen Roelandts   | Lotto-Soudal | s.t.     |
| 8    | Jack Bauer         | Cannondale   | s.t.     |
| 9    | Jens Keukeleire    | Orica-Green. | s.t.     |
| 10   | Daniel Oss         | BMC Racing   | s.t.     |